# Onimusha: Warlords
Onimusha: Warlords (Chinees: 鬼武者) is een videospel dat werd ontwikkeld en uitgegeven door Capcom. Het spel kwam in 2001 als eerste uit voor het platform Sony PlayStation 2. Het speelveld wordt in de derde persoon weergegeven.

## Platform
| jaar | platform    |
| ---- | ----------- |
| 2001 | PlayStation |
| 2002 | Xbox        |
| 2003 | Windows     |

## Ontvangst
| Beoordeeld door        | Jaar | Platform      | Score |
| ---------------------- | ---- | ------------- | ----- |
| Gamezilla              | 2001 | PlayStation 2 | 96%   |
| Futuregamez.net        | 2001 | PlayStation 2 | 91%   |
| Game Informer Magazine | 2001 | PlayStation 2 | 90%   |
| Game Over Online       | 2001 | PlayStation 2 | 83%   |
| Game Revolution        | 2001 | PlayStation 2 | 83%   |
| PSM                    | 2001 | PlayStation 2 | 80%   |
| Jeuxvideo.com          | 2001 | PlayStation 2 | 75%   |
| Super Play             | 2001 | PlayStation 2 | 70%   |
| Gameplanet             | 2001 | PlayStation 2 | 70%   |
| Thunderbolt Games      | 2004 | PlayStation 2 | 70%   |